# Porites eridani
Porites eridani is een rifkoralensoort uit de familie van de Poritidae. De wetenschappelijke naam van de soort is voor het eerst geldig gepubliceerd in 1940 door Umbgrove.